# مركز معلومات الشبكة الإفريقي
(المركز الأفريقي لمعلومات الشبكة) AFRINIC is the تسجيل الإنترنت الإقليمي (RIR) for أفريقيا.
AFRINIC ، ومقرها في Ebene مدينة، موريشيوس، كان مؤقتا المعترف بها في آيكان على 11 أكتوبر 2004 وأصبح وظيفيا التنفيذية على 22 فبراير 2005. وهي معترف بها من الآيكان في نيسان / أبريل 2005.

## خلافات وفضائح
كانت AFRINIC في قلب عدد من الخلافات التنظيمية في السنوات الخمس الماضية.

### فساد
ارتكب إرنست بياروهانجا، عضو الإدارة العليا السابق في AFRINIC ، ما يُعرف بأنه أكبر سرقة إنترنت في إفريقيا. في المجموع، تمت سرقة 4.1 مليون عنوان IP. جاء 2.3 مليون من «التجمع المجاني» التابع لـ AFRINIC و 1.7 مليون من عناوين IP «القديمة». كانت قيمتها حوالي 87 مليون دولار، وفقًا لموقع MyBroadband. عناوين IPv4 ، التي كانت محجوزة بالفعل ومستخدمة من قبل المؤسسات الكبرى، تم اختطافها وبيعها بشكل فعال. تم استخدام عناوين IP المعاد تخصيصها لإعادة توجيه البريد العشوائي، وخرق سجلات البيانات، وتعريض مواقع الويب العاملة للخطر. تأثرت العشرات من الشركات والشركات التي تتخذ من جنوب إفريقيا مقراً لها. كما تضررت قطاعات التعليم ووزارة الدفاع، حيث خسرت عناوين تقدر قيمتها بنحو 5.3 مليون دولار.

### التحرش الجنسي[2]
في مارس 2018، تم تقديم شكوى تحرش جنسي من قبل رئيس العلاقات الخارجية السابق في RIR ، Vymala Poligadu. وزعمت أنها تعرضت للتحرش الجنسي من قبل رئيس أفرينيك السابق صنداي فوليان ونائب الرئيس السابق هيثم النخل والمدير المالي السابق باتريس دييس. كما زعمت أنهم كانوا يخططون بنشاط لطردها من منصبها.
تم بعد ذلك تسريب التقرير الداخلي الذي يوضح تفاصيل اتهامات بوليجادو إلى القائمة البريدية للمناقشات الخاصة بالمنظمة بواسطة ملصق مجهول، يكتب ردًا على شكوى من قبل عضو آخر حول معدل دوران الموظفين المرتفع.
استقال صنداي فوليان وهيثم النخل بعد أن تقدمت الضحية بشكوى توضح بالتفصيل بيئة العمل السامة وغير المهنية في AFRINIC ، بينما قالت إنها مجرد واحدة من العديد من الموظفات الأخريات اللائي يتعرضن للمضايقة والترهيب يوميًا من قبل موظفي AFRINIC الذكور. بدلاً من إجراء تحقيق، قامت AFRINIC بالتستر على الفضيحة من خلال عدم معالجة الرسائل النصية التي تزعج موظفة AFRINIC التي غادرت الآن، وأعلنت أنه لا يوجد دليل على التحرش أو التنمر أو التخويف من جانب أعضاء معينين في مجلس الإدارة.

### دعوى قضائية[3]
دخلت AFRINIC في عداء مع Cloud Innovation (CI) منذ يوليو 2021، حيث كانت تعتزم إلغاء أكثر من 6 ملايين عنوان IP من الشركة التي تدعم الادعاء بانتهاك السياسة. أدت محاولة AFRINIC للاستيلاء على عناوين IP الموجودة حاليًا ضمن نطاق Cloud Innovation إلى نتائج عكسية، حيث أنه من خلال إحالة القضية مباشرة إلى المحكمة، دون بذل جهد لتهدئة الأمر، لم يتبع RIR سياساته الداخلية. نتيجة للمطالبات التي لا أساس لها والتي قدمتها AFRINIC ، أمرت المحكمة العليا لموريشيوس بتجميد الحسابات المصرفية لـ RIR ، مما أدى إلى شل عملياتها. على الرغم من أن AFRINIC أعادت مجموعات عناوين IP الخاصة بـ CI في 15 يوليو، بسبب أمر المحكمة، فقد ظلت أصول بنك RIR مجمدة حتى 15 أكتوبر، عندما تم منحهم إزالة أمر التجميد ضد AFRINIC في محكمة موريشيوس. التقاضي لا يزال مستمرا.

## الدول
| - الجزائر - انغولا - بنين - بوتسوانا - بوركينا فاسو - بورندي - جمهورية الكونغو - الكاميرون - الراس الاخصر - جمهورية وسط أفريقيا - تشاد - جزر القمر - جمهورية الكونغو الديمقراطية - ساحل العاج | - جيبوتي - مصر - غينيا الاستوائية - ايريتيريا - إثيوبيا - جيبوتي - الغابون - غامبيا - غانا - غينيا - غينيا بيساو - كينيا - ليسوتو - ليبيريا - ليبيا | - مدغشقر - ملاوي - مالي - موريتانيا - موريشيوس - مايوت - المغرب - موزمبيق - ناميبيا - النيجر - نيجيريا - ريونيون - رواندا - وسان تومي وبرينسيبي - السنغال | - سيشل - سيراليون - أرض الصومال - جنوب أفريقيا - السودان - سوازيلاند - تنزانيا - توجو - تونس - أوغندا - زامبيا - زيمبابوي |

## وصلات خارجية
- موقع AfriNIC على الويب